# S200 (Den Haag)
De S200 is een stadsroute in Den Haag die het noordwestelijke deel van de Ring Den Haag vormt.

## Wegverloop
De S200 begint met het kruispunt Lozerlaan en Zichtenburg.
| Kruispunt Lozerlaan / Escamplaan | Kruispunt Lozerlaan / Escamplaan | Kruispunt Lozerlaan / Escamplaan       | Kruispunt Lozerlaan / Escamplaan | Kruispunt Lozerlaan / Escamplaan |
| -------------------------------- | -------------------------------- | -------------------------------------- | -------------------------------- | -------------------------------- |
|                                  |                                  | richting Centrumring (S100) Escamplaan |                                  |                                  |
|                                  |                                  |                                        |                                  |                                  |
| richting Kijkduin Lozerlaan      | richting Rotterdam Lozerlaan     |                                        |                                  |                                  |
|                                  |                                  |                                        |                                  |                                  |
|                                  |                                  | richting Westland Nieuweweg            |                                  |                                  |

De S200 loopt vanaf de N211 richting Rotterdam Lozerlaan bij de kruising met de Nieuweweg/Escamplaan in noordwestelijke richting over de Lozerlaan en Kijkduinsestraat. Vervolgens loopt de weg door de stad via, onder andere, de Sportlaan, de Segbroeklaan, de Prof. B.M. Teldersweg, de Hubertustunnel en de Landscheidingsweg (N440). Uiteindelijk sluit de weg aan op de N14 ter hoogte van de kruising met de N44 bij Wassenaar.

## Geschiedenis

### Hubertusviaduct
In 1968 is met de bouw van het Hubertusviaduct een deel van het Sint Hubertuspark verloren gegaan. Twee complexen van bovenstaand viaduct zijn Madurodam en Witteburg. Bij complex Madurodam is er een aansluiting met de Doctor Aletta Jacobsweg gebouwd. Bij complex Witteburg is een aansluiting met de Raamweg aangelegd. In 1970 werd het viaduct in gebruik genomen.

### Hubertustunnel
In het jaar 2000 maakte de gemeente Den Haag bekend een tunnel te willen graven tussen de Landscheidingsweg en het Hubertusviaduct dit zou de Hubertustunnel worden. Deze zou zich, onder andere, onder de Van Alkemadelaan en onder huizen langs de Wassenaarseweg bevinden. Ook langs de Van Voorschotenlaan en onder het Hubertusduin zou de Hubertustunnel aangelegd worden. De uitrit zou bij de Raamweg zijn. Ondanks jaren van protest is in 2004 de aanleg van de tunnel toch begonnen. Op aandringen van onder andere de Haagse Natuurbescherming is besloten de Hubertustunnel een geboorde tunnel te maken die op een diepte van 20 meter onder huizen en duinen door zou gaan. Zo hoefde er geen sleuf gegraven te worden door de kwetsbare natuur. De tunnel is op 1 oktober 2008 geopend door minister Eurlings van Verkeer en Waterstaat. 

## Heden en toekomst
In het begin van 2025 zijn er twee viaducten en een tunnel gerenoveerd aan de S200. Er werden nieuwe brandwerende panelen in de tunnel aangebracht en er werden nieuwe vangrails op de viaducten geplaatst. Alle veiligheidsapparaten in de tunnel werden vervangen. Na de renovatie blijft aannemer Strukton 15 jaar lang verantwoordelijk voor de onderhoud van de viaducten en de tunnel.
 Den Haag ·   ·  ·  · · ·  ·  ·  ·  ·  ·  

 Haagsche tunnels: Koningstunnel · Hubertustunnel · Victory Boogie Woogietunnel